# 富山地方鉄道14710形電車
富山地方鉄道14710形電車（とやまちほうてつどう14710がたでんしゃ）は、富山地方鉄道（地鉄）が1967年（昭和42年）から1968年（昭和43年）にかけて、老朽化した従来車の代替を目的として名古屋鉄道（名鉄）より同社保有の3800系電車を譲り受け、導入した電車である。
「14710形」という大きな数字を用いた形式称号は、電動車に搭載する主電動機の出力を馬力換算した数値を形式番号の上3桁ないし2桁に用いる地鉄独自の車両形式付与基準に則ったもので、14710形の場合110 kW≒147 PS級の主電動機を電動車へ搭載する形式、を意味する。
導入当初は車体塗装を地鉄仕様に改めた程度で、名鉄在籍当時の原形を保った状態で運用されたが、後年複数回にわたって施工された各種改造により各部が地鉄独自の仕様に改められた。14710形は主に立山線・上滝線において運用され、1993年（平成5年）まで在籍した。
以下、本項では14710形を「本形式」と記述し、また編成単位の説明に際しては制御電動車モハ14710形の車両番号をもって編成呼称とする（例：モハ14711-クハ11の編成であれば「14711編成」）。

## 導入経緯
陸上交通事業調整法を背景とした地域事業者統合によって1943年（昭和18年）1月に発足した富山地方鉄道は、被合併事業者各社より運営路線のほか、車体の規格や主要機器の仕様などに一切互換性のない多種にわたる運用車両を継承した。1960年代に至り、富山地方鉄道は合併による継承車両のうち経年が高く老朽化が進行した車両群を統一された性能の車両に代替することを目的として、同時期に廃車が開始された名鉄3800系（モ3800形・ク2800形）を譲り受けることとした。
名鉄3800系は地鉄14750形と同様に「私鉄郊外電車設計要項」に基く運輸省規格形電車で、なおかつ14750形と同じく同要項「A'形（車体長17,000 mm・車体幅2,700 mm）」に基いて新製された車両であり、さらに電装品についても名鉄3800系・地鉄14750形ともに東洋電機製造製の機種を採用しており、それらを根拠に両形式の互換性の高さを理由として導入に至ったものとも指摘される。
ただし、全車とも導入当初は譲受ではなく借入の形で入線し、名鉄在籍当時の原形式・原番号のまま運用されたのち、正式譲渡を受けて地鉄における車両形式が付与されるという手順を踏んでいる。
|           | 運用開始時車番 | 導入年月   | 正式譲渡後車番   | 譲渡年月   |
| 14711編成 | モ3807-ク2807  | 1967年11月 | モハ14711-クハ11 | 1968年5月  |
| 14712編成 | モ3808-ク2808  | 1967年11月 | モハ14712-クハ12 | 1968年5月  |
| 14713編成 | モ3809-ク2809  | 1967年11月 | モハ14713-クハ13 | 1968年5月  |
| 14715編成 | モ3811-ク2811  | 1968年6月  | モハ14715-クハ15 | 1968年12月 |
| 14716編成 | モ3812-ク2812  | 1968年6月  | モハ14716-クハ16 | 1968年12月 |
| 14717編成 | モ3814-ク2814  | 1968年6月  | モハ14717-クハ17 | 1969年5月  |
| 14718編成 | モ3815-ク2815  | 1968年6月  | モハ14718-クハ18 | 1969年5月  |

以上の経緯により、制御電動車モハ14710形14711 - 14717（モハ14714欠）・制御車クハ10形11 - 18（クハ14欠）の7編成14両が導入された。

## 仕様

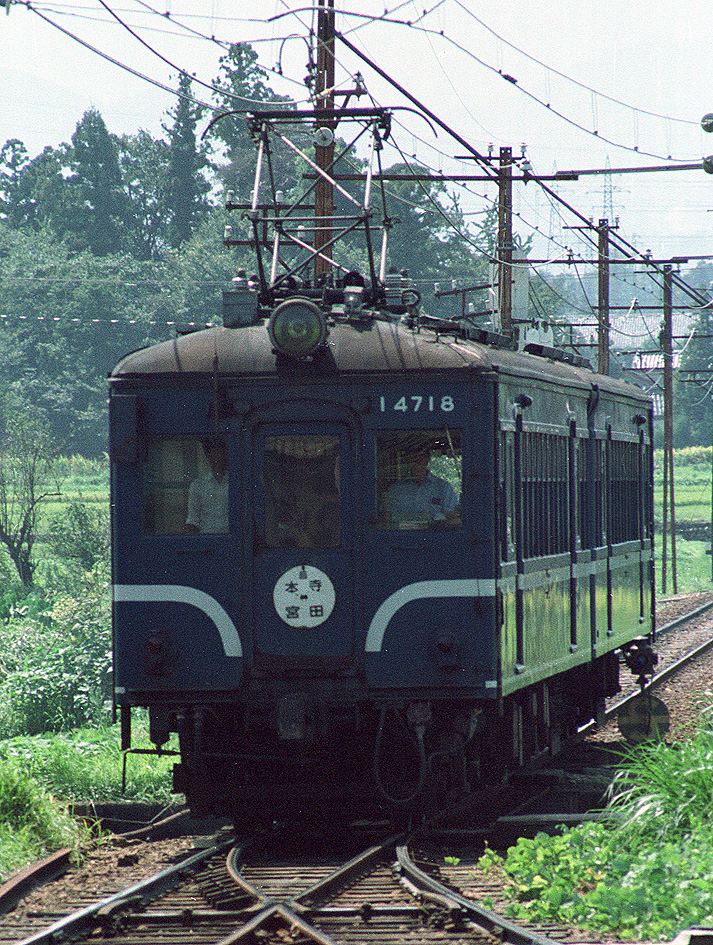
高運転台仕様のモハ14718
（前面改装施工前、1982年）

全長17,430 mm・全幅2,744 mm、2扉構造片運転台仕様の半鋼製車体を備える。導入に際しては車体周りの改造は一切行われなかったため、モハ14717-クハ17・モハ14718-クハ18およびクハ11の5両は高運転台仕様で前面窓が小窓化されており、モハ14712-クハ12・モハ14718-クハ18は側面が原形の木製サッシのままであることなど、各車で名鉄在籍当時の改造内容の差異による相違点が存在した。
車内設備については暖房装置の新設が施工された程度で、名鉄在籍当時のロングシート・白熱電灯仕様の車内照明・壁面ニス塗り仕上げ仕様のまま就役した。
ただし、車体塗装のみは全車とも導入に際して変更され、窓下補強帯（ウィンドウシル）の下端部を境界として下半分を濃いオレンジ・上半分を薄いオレンジの2色塗りとする、当時の地鉄において「急行色」と称される塗装に改められた。
主要機器についても同様に名鉄在籍当時から変化はない。電動カム軸式の東洋電機製造ES-516-C間接自動進段制御装置・TDK-528/9-HM直流直巻電動機（端子電圧750 V時定格出力112.5 kW、同定格回転数1,188 rpm）とも、いずれも14750形が搭載する機種と型番末尾のサフィックスのみが異なる同系機種である。ただし、歯車比が14750形の3.44 (62:18) に対して本形式は3.21 (61:19) とわずかに異なるほか、本形式の制動装置はAMA / ACA自動空気ブレーキであるのに対して、14750形は1962年（昭和37年）に制動装置を原形のAMA自動空気ブレーキからHSC電磁直通ブレーキに改造していたことから、当初両形式の併結は不可能であった。
その他、台車は日本車輌製造D18を、前面運転台側連結器を柴田式並形自動連結器を、固定連結面側の連結器は棒連結器を、それぞれ名鉄在籍当時と同様に装着する。

## 運用
導入後は、全界磁時定格速度64 km/hという、地鉄に在籍する吊り掛け駆動車中最も高い高速性能を生かし、主に立山線系統の急行列車運用に充当された。
1973年（昭和48年）春季の立山黒部アルペンルートに際して立山線の特急列車増発が実施されることとなり、それに先立って本形式のうち14713編成・14715編成 - 14717編成の4編成8両を対象に、特急列車運用に供する目的で車内外の改装が施工された。同4編成は車内の客用扉間の座席をロングシートから固定クロスシートに交換し、補助椅子と灰皿を設置した。その他、側窓の日除けを従来の鎧戸からロールカーテンに交換したほか、車内壁部をクリーム色のペイント仕上げに改めるなど、接客設備の改善が行われた。車体塗装も当時日本国有鉄道において導入が進められていた12系客車に範を取った、濃紺地に白帯を2本配した新塗装へ変更され、イメージ向上を図った。車内壁部のクリーム色塗装仕上げ化と車体塗装の変更については、同年11月以降14711編成・14712編成・14718編成にも実施された。
その後、1975年（昭和50年）から1979年（昭和54年）にかけて、モハ14710形の台車を従来のD18からウィングバネ台車の日本車輌製造NA-35へ順次換装したほか、全車を対象に車内照明の蛍光灯化・車内扇風機新設・つり革の増設・木製客用扉の鋼製扉への交換などが実施された。なおこの際、クロスシート仕様車に設置されていた補助椅子はラッシュ時の運用を考慮して撤去された。
次いで、1981年（昭和56年）より経年劣化が進行した外板の張り替え、および隙間風侵入防止を目的とした前面貫通扉の埋込撤去が施工された。初期に施工された14712編成など一部編成は前面左右の窓寸法に手を加えることなく旧貫通扉部分へ左右窓とほぼ同一幅の前面窓を新設したが、後に施工された編成は左右窓を広幅化して中央部に狭幅窓を配置する形態に改められ、同時に前照灯のシールドビーム2灯化も施工、「かたつむり」とも形容される特徴的な外観に変化した（施工後の形態は冒頭テンプレートを参照）。
この際、高運転台仕様であった14717編成・14718編成およびクハ11は低運転台化改造が施工されて形態が統一されたほか、初期施工編成についても後年同一の形態に再改造された。また、外板の張り替えに伴って14715編成・14716編成・14718編成など一部編成はウィンドウシルが構内内部へ埋め込まれてノーシル構造となった。
前述の通り、本形式は制動装置の仕様などが他形式と異なるため、本形式のみの単独運用が組まれていた。そのような制約を解消するため、1982年（昭和57年）には阪急電鉄より購入したHSC電磁直通ブレーキ装置を用いて常用制動を従来の自動空気ブレーキから電磁直通ブレーキに改め、運転台主幹制御器のノッチ段数を3段から4段に改造し、前面運転台側連結器を柴田式並形自動連結器から日鋼式密着自動連結器へ交換した。これにより、本形式は14760形・10020形を除く全ての車両と併結運用が可能となり、運用上の制約が解消した。同時期にはクハ10形11 - 17の台車を従来のD18から枕ばねのコイルばね化・ブレーキシリンダーの台車枠移設など改造を施工した国鉄制式台車のDT10へ換装した。

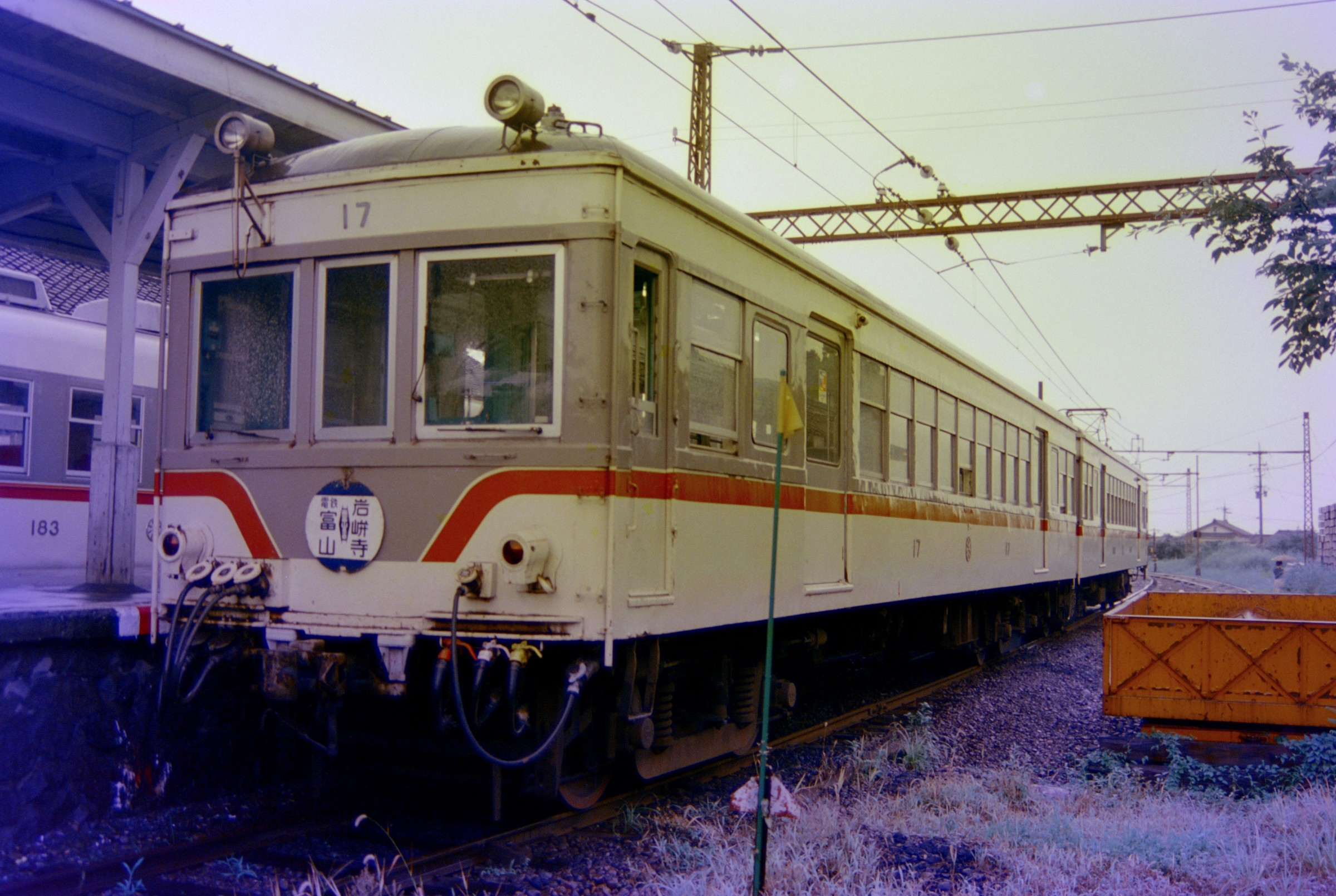
塗装変更後のクハ17
（1988年）

さらに1985年（昭和60年）以降、車体塗装をオパールホワイト地に窓周りをダブグレーと称する灰色とし、窓下にシンカシャレッドと称する赤色の帯を配した標準塗装へ変更した。
地鉄においては、1979年（昭和54年）の新造冷房車14760形導入を契機として車両冷房化を段階的に推し進め、従来車の冷房化改造を順次実施した。しかし、本形式を含む吊り掛け駆動車各形式や、カルダン駆動車のうち初期に導入された形式については、経年による老朽化の進行度合を鑑みて冷房化改造の対象外とし、京阪電気鉄道より3000系電車を譲り受けて10030形として導入、非冷房車を代替することとした。
本形式は14717編成が1991年（平成3年）4月24日付で除籍されて以降、順次淘汰が進行し、最後まで残存した14711編成も1993年（平成5年）9月26日にさよなら運転を実施、翌9月27日付で除籍され、全廃となった。廃車後、本形式各車に搭載された運転台制動弁は10030形の転入整備に際して同形式へ転用された。